# جول الغريفة (الديس)

تعديل مصدري - تعديل

جول الغريفة هي إحدى قرى عزلة الديس بمديرية الديس التابعة لمحافظة حضرموت، بلغ تعداد سكانها 370 نسمة حسب تعداد اليمن لعام 2004.